# Tvångslag
Tvångslag är en svensk benämning på en lag som ger möjlighet att ge en person vård mot dennes vilja. Dessa lagar är följande: LVU (lag om vård av unga), LVM (lag om vård av missbrukare i vissa fall), LPT (lag om psykiatrisk tvångsvård) samt LRV (lag om rättspsykiatrisk vård).